# Democracia libertária
Democracia libertária é uma das modalidades da democracia eletrônica, segundo o conceito proposto por Ken Hacker e Jan van Dijk. Seria derivada dos ativismos sociais radicais das décadas de 1960 e 1970 e das primeiras comunidades virtuais da internet.
Tem elementos em comum com a democracia pluralista e plebiscitária, mas distingue-se pela ênfase nas possibilidades de comunicação horizontal, politização anônima e auto-organização dos cidadãos. Considera que um dos principais problemas dos modelos tradicionais são o centralismo, a burocracia e a obsolescência das instituições representativas. Está fortemente vinculada ao mundo digital, que propõe como espaço privilegiado para debates e deliberações coletivas, incluindo eleições, mantendo a convicção de que a tecnologia abre caminhos para uma vivência mais democrática. Sua defesa do livre mercado a distingue do discurso libertário clássico.
Opõe-se à democracia representativa (uma ou várias pessoas representando um povo ou população) e à existência de uma autoridade centralizada. A democracia libertária propõe assembleia geral entre coletivos, que não exista mandatos, valorizando princípios de igualdade, autonomia, afinidade, liberdade, confiança, respeito mútuo, sentido prático e outros. Para que este modelo tenha sucesso, é indispensável que os cidadãos tenham acesso a uma informação qualificada e imparcial.